# Лопавше
Лопа́вше — село в Україні, у Демидівській селищній громаді Дубенського району Рівненської області. Населення становить 432 особи.

## Назва села
З філологічної точки зору, в усній вимові слова "Лопавше" відчувається вплив польської мови, що часто спостерігається в назвах населених пунктів на прикордонних територіях західної України.

## Географія

### Розташування
Територіально Лопавше знаходиться на півдні Рівненської області. На заході село межує з Хрінниками, на півночі — з Лисином, на сході — з Дублянами і Демидівкою.

### Рельєф
Рельєф рівнинний, абсолютні висоти в межах 190—200 м над рівнем моря. На півночі є лісові масиви.

### Водойми
1) р. Стир - протікає західною частиною села від с. Хрінники в напрямку до с. Лисин, процвітає рибальство, є два відомих місця для відпочинку - пляжі "Перевіз" та "Пастовня";
2) ставок - на в'їзді в село зі сторони с. Хрінники (на даний час пересох через замулення джерела, що живило ставок з південної сторони з поля), екосистема ставка через бездіяльність місцевої влади та екологів може зникнути назавжди.

## Історія

### Археологічні знахідки
15-18 вересня 1621 року відбувся напад татарської орди, постраждало село Лопавші (Лопавше).

### Російський період
1 березня 1862 році у селі Лопавше вперше на Волині добрий пан Моссаковскій, передавав право власності на майно селянам знявши з них феодальний тягар..
7 (20) листопада 1917 року, відповідно до Третього Універсалу Української Центральної Ради, увійшло до складу Української Народної Республіки.

### Міжвоєнний період

Лопавше на польській карті 1924 року

В 1929 році у селі Лопавше вперше на Волині було зареєстровано Кружок «Відродження» метою якого була боротьба проти вживання алкоголю й нікотину.

## Населення
За переписом населення України 2001 року в селі мешкало 498 осіб.

### Мова
Розподіл населення за рідною мовою за даними перепису 2001 року:
| Мова       | Відсоток |
| ---------- | -------- |
| українська | 98,39 %  |
| білоруська | 1,01 %   |
| російська  | 0,60 %   |

### Повоєнний період
Після війни село активно розбудовувалось, зводились житлові будинки.

### Незалежна Україна
В 90-х роках колгоспне майно та землі були розпайовані. Селяни почали активно займатись одноосібним обробітком земельних ділянок.
12 червня 2020 року, відповідно до розпорядження Кабінету Міністрів України № 722-р від «Про визначення адміністративних центрів та затвердження територій територіальних громад Рівненської області», увійшло до складу Демидівської селищної громади Демидівського району.
19 липня 2020 року, в результаті адміністративно-територіальної реформи та ліквідації Демидівського району, село увійшло до складу Дубенського району.
У фонді Р-740 «Відділ державної реєстрації актів цивільного стану Головного територіального управління юстиції у Рівненській області», опис 6, справи №№ 102-131 на сайті Державного архіву Рівненської області у розділі «E-архів» розмістили метричні книги села за 1914-1926 рр.

## Економіка
В селі працює ТОВ «ДЕМИДІВКА-АГРО», діє приймальний пункт прийому цукрового буряка.

## Транспорт
Є пряме автобусне сполучення з районним і обласним центрами.
Цікавою особливістю с. Лопавше є те, що дане село вже багато років не позначено на дорогах міжміського та місцевого значення жодними дорожніми вказівними знаками, що суперечить ПДР України.

## Релігія
Церква побудована за рахунок пожертв місцевих жителів у 1873 році. Будували церкву з дерева жителі своїми руками. Церква Свято-Казанської Богоматері — пам'ятка архітектури місцевого значення. У лихолітні для віруючих 60-ті роки церкву хотіли знищити, але люди не дозволили закрити храм, що підтверджує силу спільної боротьби. До цього храму належали прихожани 195 дворів із сіл Хрінники і Лисин. Всього прихожан було 1356 чоловік. Усі вони регулярно відвідували богослужіння, сповідалися і причащалися. Старовинний храм ніколи не закривався і лунає молитва у ньому до сьогодення.

## Культура та спорт
Існує футбольна команда «Мрія».

## Відомі люди
- Омельчук Роман Юстинович — народний депутат ВР України 2-го скликання.
- Лавренюк Володимир Іванович (нар. 1927 р.) — ветеран радянсько-німецької війни. Був призваний на фронт у 1944 році. Нагороджений орденами і медалями: орден «Вітчизняної війни ІІ ступеня», орден «За мужність», медаль «За перемогу над Японією», медаль «Захиснику Вітчизни».[16]
- Маринкевич Василь Степанович (нар. 1965 — пом. 22 вересня 2017 року, м. Попасна, Луганська область) — учасник російсько-української війни, прапорщик, проходив контрактну службу з 2016 року в 10-їй окремій гірсько-штурмовій бригаді на Луганщині. Помер від зупинки серця. Похований у рідному селі[17].
- Ковальчук Валерій Григорович (1969 - 2023) - український військовик, молодший сержант ЗСУ, учасник російсько-української війни. З 14 листопада 2023 року вважався безвісти зниклим. Похований на кладовище рідного села[18].